# Crisomeloïdeus
Els crisomeloïdeus (Chrysomeloidea) són una gran superfamília de coleòpters polífags. N'hi ha desenes de milers d'espècies, la majoria dins les famílies Cerambycidae i Chrysomelidae. La majoria s'alimenten de matèria vegetal, tant en estat larvari com quan són adults i nombroses espècies són plagues agrícoles o forestals.

## Característiques
La principal característica d'aquesta superfamília són els seus  tarsos criptopentàmers, és a dir, compostos per cinc segments, però el penúltim d'ells és molt petit i queda més o menys ocult en el tercer, que és gran, bilobulat i aplanat.

## Història natural
Es tracta de coleòpters eminentment fitòfags. Moltes larves de cerambícids es desenvolupen a l'interior de la fusta, i poden produir danys en arbres o fusta posada en obra; els adults poden ser florícoles o simplement no s'alimenten. La majoria dels crisomèlids viuen, tant en estat larvari com adult, a costa de vegetació  herbàcia o fulles d'arbres, i poden atacar plantes cultivades i causant plagues; algunes espècies són temibles  defoliadors; altres (Bruchinae) són importants plagues de cereals emmagatzemats, ja que es desenvolupen a l'interior de les llavors.

## Taxonomia
La superfamília Chrysomeloidea inclou les següents famílies i subfamílies:
- Família Oxypeltidae Lacordaire, 1868
- Família Vesperidae Mulsant, 1839
  - Subfamília Philinae Thomson, 1861
  - Subfamília Vesperinae Mulsant, 1839
  - Subfamília Anoplodermatinae Guérin-Méneville, 1840
- Família Disteniidae Thomson, 1861
- Família Cerambycidae Latreille, 1802
  - Subfamília Parandrinae Blanchard, 1845
  - Subfamília Prioninae Latreille, 1802
  - Subfamília Lepturinae Latreille, 1802
  - Subfamília Spondylidinae Audinet-Serville, 1832
  - Subfamília Necydalinae Latreille, 1825
  - Subfamília Dorcasominae Lacordaire, 1868
  - Subfamília Apatophyseinae Lacordaire, 1869
  - Subfamília Cerambycinae Latreille, 1802
  - Subfamília Lamiinae Latreille, 1825
- Família Megalopodidae Latreille, 1802
  - Subfamília Megalopodinae Latreille, 1802
  - Subfamília Palophaginae Kuschel and May, 1990
  - Subfamília Zeugophorinae Böving and Craighead, 1931
- Família Orsodacnidae Thomson, 1859
  - Subfamília Orsodacninae Thomson, 1859
  - Subfamília Aulacoscelidinae Chapuis, 1874
- Família Chrysomelidae Latreille, 1802
  - Subfamília Sagrinae Leach, 1815
  - Subfamília Bruchinae Latreille, 1802
  - Subfamília Donaciinae Kirby, 1837
  - Subfamília Criocerinae Latreille, 1804
  - Subfamília Chrysomelinae Latreille, 1802
  - Subfamília Galerucinae Latreille, 1802
  - Subfamília Lamprosomatinae Lacordaire, 1848
  - Subfamília Cryptocephalinae Gyllenhal, 1813
  - Subfamília Eumolpinae Hope, 1840
  - Subfamília Spilopyrinae Chapuis, 1874
  - Subfamília Synetinae LeConte and Horn, 1883
  - Subfamília Protoscelidinae † Medvedev, 1968

Alguns especialistes han suggerit treure els Cerambycidae i famílies relacionades (Disteniidae, Oxypeltidae, i Vesperidae) de Chrysomeloidea per crear una superfamília separada "Cerambycoidea" (p.e.,), però no hi ha l'evidència que aquest nou grup sigui monofilètic.